# Complexo monástico de David Gareja

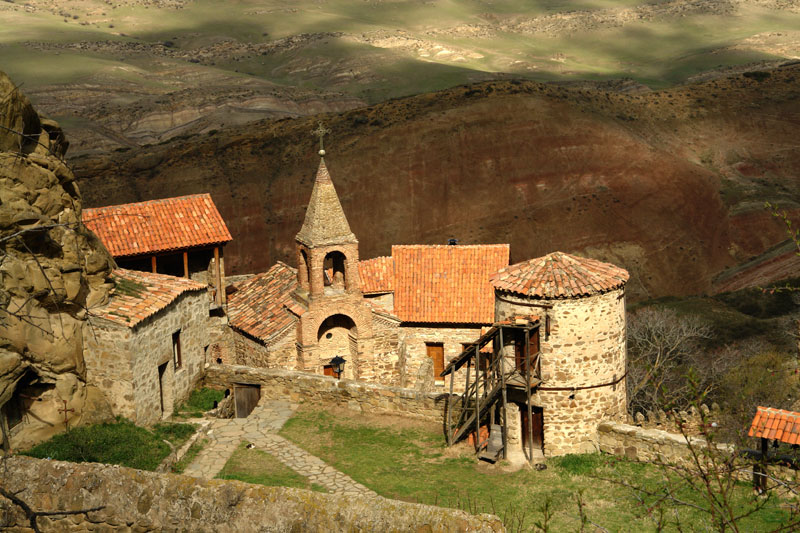
Mosteiro de David Gareja

David Gareja (em georgiano: დავითგარეჯის სამონასტრო კომპლექსი; em azeri: Keshish Dagh) é um complexo monástico ortodoxo georgiano localizado na Caquécia, região da Geórgia Oriental, na fronteira com o Azerbaijão. O local é alvo de disputa territorial entre a Geórgia e o Azerbaijão e encontra-se na lista de locais candidatos a Património Mundial da UNESCO.
O complexo abriga dezenas de aposentos, igrejas, capelas e refeitórios.